# Misandrie
Als Misandrie (von griechisch μῖσος misos ‚Hass‘ und ἀνήρ anēr ‚Mann‘, Genitiv ἀνδρός andros), Männerfeindlichkeit oder Männerhass wird eine Abneigung gegen, eine Verachtung für oder eine Reihe Vorurteile über Männer bezeichnet. Lexikalisch tauchte der Ausdruck Misandrie am Anfang des 19. Jahrhunderts auf.
In der Kulturanthropologie findet der Begriff – im Gegensatz zu Misogynie – kaum Anwendung, da es in traditionellen Kulturen so gut wie keine institutionalisierte Feindseligkeit gegenüber der Gesamtheit der Männer gäbe. Kritisiert wird der Begriff, da er aus antifeministischen Gründen von der Männerrechtsbewegung popularisiert worden sei und seine Verwendung damit frauenfeindliche Deutungsmuster transportiere.

## Begriffsgeschichte
Der Ausdruck Misandrie wurde im späten 19. Jahrhundert erstmals verwendet. Seit den 1980ern taucht er vermehrt in der Literatur auf, unter anderem in Representations von der University of California Press, aber auch in Literatur der Männerrechtsbewegung. Eine Studie von Alice Marwick, die Online-Diskurse wie Online-Foren, Blogs und das Usenet auswertete, kam zu dem Ergebnis, dass der Begriff zunächst in den 1990er-Jahren nahezu ausschließlich innerhalb der sogenannten Manosphere, zu der die Männerrechtsbewegung gehört, verwendet worden sei, allerdings war die Netzgemeinde gerade in der Anfangszeit des Internets noch nicht repräsentativ für die Bevölkerung. Seit Mitte der 2000er Jahre wurde der Ausdruck online in ironischer Weise auch von feministischen Bloggern aufgegriffen. Auch in populären Medien wurde der Begriff später zunehmend verwendet.

## Misandrie als politischer Kampfbegriff
Der Ausdruck wird bis heute polemisch und undifferenziert in antifeministischen Diskursen und innerhalb der Männerrechtsbewegung als Kampfbegriff verwendet, der sich gegen Feminismus richtet und diesen mit Männerhass verknüpft. In der antifeministischen Verwendung des Begriffs werden nach Ansicht von Rolf Pohl soziologisch undifferenziert und theoretisch unfundiert „historische Kontexte systematisch entweder vernachlässigt, umgedeutet oder monokausal, mit klaren Schuldzuweisungen verkürzt“. Alice Marwick kritisiert, dass die unkritische Verwendung des Begriffs Misandrie die intrinsisch mysogynen Frames der Manosphere mitbringe, wo der Begriff anfangs primär verwendet wurde, um diejenigen abzuwerten, die den strukturellen Sexismus überwinden wollten.
Die Alternative für Deutschland bezeichnete sich in einer kleinen Anfrage im Bundestag besorgt vor einer Spaltung der deutschen Gesellschaft durch Misandrie. Thomas Gesterkamp sah darin, in Kombination mit der Anti-Gleichstellungs-Rhetorik der Partei, ein Zeichen der Radikalisierung.

## Argumente gegen die Gleichsetzung mit Misogynie
Marc Oulette argumentiert, dass Misandrie (Männerfeindlichkeit) nicht mit Misogynie (Frauenfeindlichkeit) gleichzusetzen sei, da der Misandrie nicht die systematische, transhistorische, institutionalisierte und gesetzlich verankerte Feindseligkeit der Misogynie innewohne. Stattdessen gelte es, Diskriminierung aufzudecken, die sich gegen bestimmte marginalisierte Männlichkeiten richte. Auch Luca Di Blasi hält den Einsatz gegen einen antimännlichen Sexismus zwar für sinnvoll, warnt aber vor einer Fixierung darauf und vor einer „reaktionären Ressentimentbildung“, die Gleichstellungsbemühungen mit Diskriminierung verwechsle. Der US-amerikanische Soziologe Allan Johnson gibt zu Bedenken, dass sexistische Vorurteile gegenüber Männern nicht mit frauenfeindlichen Vorurteilen vergleichbar seien, da diese „unterschiedliche soziale Grundlagen und sehr unterschiedliche Folgen haben“. Naomi Schor, Michael Kimmel und David Gilmore sprechen sich ebenfalls gegen eine Gleichsetzung von Misogynie und Misandrie aus, da diese die über Jahrhunderte andauernde Benachteiligung von Frauen ausblende.

## Debatte um Misandrie in der Populärkultur und Gesellschaft
2001 gaben die Religionswissenschaftler Paul Nathanson und Katherine K. Young die Untersuchung Spreading Misandry: Teaching Contempt for Men in Popular Culture heraus. Sie konstatierten darin eine in der Populärkultur und in Teilen der Elitenkultur weit verbreitete Misandrie. Ebenso wie die Misogynie werde die Misandrie kulturell propagiert, im Gegensatz zur Misogynie werde Misandrie jedoch als legitim betrachtet und nicht als problematisch wahrgenommen. Die Grundannahme der Menschlichkeit von Männern sei durch Unwissenheit und Vorurteile unterminiert worden. Ihre Arbeit habe jedoch nicht den Anspruch einer empirischen Studie erhoben, dazu hätten ihnen die Mittel gefehlt. Sie hätten vielmehr gefordert, dass eine empirisch fundierte Studie mit der Fragestellung von Misandrie in den Medien durchgeführt werden müsse.
In seiner Studie Media and Male Identity: the Making and Remaking of Men (2006) beschäftigt sich der australische Medienforscher Jim R. Macnamara mit Nathansons und Youngs Thesen und widmet sich den dabei verbliebenen Forschungslücken. Seine eigene empirische Forschung bestätige und übertreffe die Ergebnisse von Nathanson und Young. Männer würden in den modernen angloamerikanischen Medien weitgehend dämonisiert, marginalisiert, trivialisiert und objektifiziert. Männlichkeit werde weithin als das angeborene und kulturell Böse präsentiert. 70 Prozent der Darstellungen seien negativ, 80 Prozent unvorteilhaft. Positives werde bei Männern meist als „weibliche Eigenschaft“ dargestellt. Seine Analyse zeige, dass die Diskriminierung aufgrund des Geschlechts in Sprache und Diskurs sich umgekehrt habe oder zumindest nunmehr beide Geschlechter betreffe. Die gesellschaftlichen Folgen müssten noch erforscht werden, jedoch sei die zunehmende Bedeutung der Massenmedien in gegenwärtigen Gesellschaften naheliegend.
Der Soziologe Michael Kimmel widersprach jedoch 2013 dieser Darstellung. Ein Großteil der von Nathanson und Young festgestellten Misandrie sei in Wirklichkeit eine Kritik am Patriarchat, also an einem bestimmten Verhalten von Männern wie einem „aufgeblasenen Anspruchsdenken“ oder einem „arroganten Getöse“. Daraus jedoch eine „Dämonisierung von Männern“ abzuleiten, zeuge von einer falschen Interpretation der Kulturprodukte und von falschen Annahmen über die Wirkung bei den Zuschauern. Die Arbeit von Nathanson und Young sei – wie andere Arbeiten des „Male Studies Enterprise“ – von geringem akademischem Wert und habe deshalb in der Fachwelt kaum Anklang gefunden.
In seiner Dissertation Das unmoralische Geschlecht – Zur Geburt der Negativen Andrologie analysiert der Soziologe Christoph Kucklick die Entstehungsgeschichte der modernen Männlichkeit und des von ihm behaupteten negativen Männerbildes. These dieser Dissertation ist, dass das Stereotyp vom unmoralischen, gewalttätigen, sexuell unersättlichen Mann weit vor dem modernen Feminismus entstanden sei, nämlich um 1800 zu Beginn der Moderne durch bürgerliche Denker wie John Millar, Johann Gottlieb Fichte, Wilhelm von Humboldt. Der männliche Selbstzweifel, wie er eben durch diese Autoren mit geschürt worden sei, habe die Wende zu einer die Moderne mitkonstituierenden Geschlechtsheterarchie gebracht, zu einer komplexeren Zwischen-Geschlechter-Beziehung als der simplen Hierarchie, wie sie zum Beispiel durch Bourdieus Theorie des männlichen Habitus vertreten werde.
Kucklick sieht die Entstehung des negativen Männerbildes als Folge einer Verunsicherung, die mit der Transformation von einer durch Schichten geprägten Gesellschaft zu einer funktional differenzierten Gesellschaft verbunden war. Der Philosoph Luca Di Blasi hält diese These für „wenig plausibel“ und schlägt stattdessen einen Zusammenhang mit der Massenalphabetisierung im 18. Jahrhundert vor, die dazu führte, dass auch Frauen vermehrt Lesen lernten und somit als Zielgruppe relevanter wurden. Mit dem negativen Mannesbild hätten die Gelehrten der damaligen Zeit „mit Zustimmung und Verkaufserfolgen bei den von gesellschaftlicher Teilhabe weitgehend ausgeschlossenen Frauen rechnen“ können. Gerade weil Männer gesellschaftlich privilegiert gewesen seien, sei eine offen negative Darstellung möglich gewesen.
Der Politologe Thomas Gesterkamp schrieb 2012, es habe „in den letzten zwanzig Jahren (…) eine Art kulturelle Umdeutung des Mannes vom geachteten Ernährer zum verspotteten Deppen stattgefunden“. Die „sexuelle Denunziation von Männern“, bei der die Unterhaltungsindustrie eine wichtige Rolle gespielt habe, habe aber inzwischen ihren Höhepunkt überschritten. Außerdem lasse sich aus der satirischen Abwertung von Männlichkeit „nicht gleich eine ,etablierte Misandrie‘, also ein allgemeiner Männerhass im Kulturbetrieb ableiten.“

## Intersektionale Analysen
Während es zwar so gut wie keine institutionalisierte Unterdrückung gegenüber der Gesamtheit der Männer gibt, können Männer, die gleichzeitig marginalisierten Gruppen angehören, durchaus auf geschlechtsspezifische Weise von Diskriminierung betroffen sein. Im Rahmen von intersektionalen Analysen werden diese sichtbar gemacht.

### „Black Misandry“
Intersektionale Analysen nennen die Diskriminierung, der Schwarze Männer und Jungen in den USA ausgesetzt sind, „Black misandry“. Diese bezeichnet eine übermäßige pathologische Aversion gegenüber Schwarzen Männern, die durch gesellschaftliche, institutionelle und individuelle Ideologien, Praktiken und Verhalten erzeugt und verstärkt werde. Sie rechtfertige und reproduziere Unterdrückung und Gewalt gegen Schwarze Männer und Jungen und äußere sich unter anderem durch deren Benachteiligung im Bildungssystem.

### Transmisandrie
Die Diskriminierung von trans Männern, die in geschlechtsspezifischer Weise von Transphobie betroffen sind, wird auch mit Transmisandrie bezeichnet, analog zum Ausdruck Transmisogynie. Ein Beispiel stellt die weitgehende mediale Unsichtbarkeit von Transmännern dar. Wobei jedoch darauf hingewiesen wird, dass Transmisandrie und Transmisogynie nicht symmetrisch zueinander sind und der Begriff teilweise als gegen Transfrauen gerichteter Kampfbegriff von transausschließenden Feministen gebraucht wird, um trans Männer und trans Frauen gegeneinander auszuspielen.

## Vorwurf der Misandrie innerhalb des Feminismus
Der Radikalfeminismus wurde im öffentlichen Bewusstsein oft mit Männerhass in Verbindung gebracht. Allerdings wurden radikalfeministische Argumente oft auch fehlinterpretiert und einzelne radikale Feministinnen wie Valerie Solanas, die für ihren Mordversuch an Andy Warhol im Jahr 1969 bekannt wurde, hatten in der Populärkultur einen höheren Bekanntheitsgrad als innerhalb der feministischen Theorie. Die Historikerin Alice Echols schrieb 1989 über Valerie Solanas, die in ihrem SCUM Manifesto ein extremes Maß an Misandrie gezeigt habe. Dieses sei aber nicht typisch für die radikalen Feministen zu dieser Zeit gewesen. Als Solanas Mordversuch zunehmend für Aufmerksamkeit sorgte, erlangte das SCUM Manifesto größere Bekanntheit innerhalb des radikalen Feminismus, ihre Thesen wurden aber nicht von allen radikalen Feministen geteilt.
1996 beschäftigten sich die US-amerikanischen Rechtswissenschaftler Susan Williams und David Williams mit zwei häufig genannten Vorwürfen an den Feminismus hinsichtlich des Männerhass: 1) Alle Männer würden von Feministen als brutale, unausweichliche Triebtäter dargestellt und 2) alle Männer würden von Feministen als Teil einer absichtlichen Verschwörung zur Unterdrückung von Frauen dargestellt. Ihrer Einschätzung nach lag keiner der zu diesem Zeitpunkt vorherrschenden feministischen Strömungen notwendigerweise ein solches Männerbild zugrunde; Aussagen innerhalb des feministischen Diskurses seien aber manchmal auch grenzwertig oder missverständlich gewesen. Sie kritisierten einerseits, dass solche Aussagen von Kritikern vorschnell zum Angriff auf den Feminismus gebraucht worden seien, ohne den Kontext oder die Intention zu berücksichtigen, aber andererseits auch, dass legitime Bedenken über eine unangemessene, Männer herabwürdigende Ausdrucksweise innerhalb des Feminismus nicht ernst genommen worden seien.
Die US-amerikanischen Sozialwissenschaftlerinnen Melinda Kanner und Kristin J. Anderson verwiesen 2010 darauf, dass es abseits von einigen Beispielen aus der Populärkultur keine empirischen Belege für eine negative Haltung von Feministen gegenüber Männern gebe. In einer von ihnen durchgeführten Studie aus 2009 mit Universitätsstudenten stellten sie fest, dass sich selbst als Feministen bezeichnende Frauen sogar ein geringeres Maß an Männerfeindlichkeit aufwiesen würden als andere Frauen, aber auch weniger Wohlwollen gegenüber Männern zeigen würden. Die Autoren erklärten dies damit, dass sowohl feindselige als auch besonders wohlwollende Haltungen gegenüber Männern mit dem Festhalten an traditionellen Geschlechterrollen einhergehe.
Allan Johnson schrieb hinsichtlich des Vorwurfs der Misandrie im Feminismus, dass bei solchen Vorwürfen oftmals Männer als Individuen und Männer als gesellschaftliche Kategorie verwechselt werde. In Anbetracht der Tatsache der Unterdrückung von Frauen und von männlichen Privilegien sei es kaum verwunderlich, dass jede Frau gelegentlich Feindseligkeit gegenüber Männern als eine dominante und privilegierte gesellschaftliche Kategorie empfinde. Hiervon zu unterscheiden sei ein Hass auf Männer als Individuen. Feministen, die „leidenschaftlich und unverblümt alle Männer hassen einfach weil sie männlich sind“ existierten zwar (z. B. Valerie Solanas), seien aber sehr selten.
Auf Internetplattformen wie Tumblr kam es (im angloamerikanischen Sprachraum) zu einer ironischen Aneignung des insbesondere durch Männerrechtsaktivisten verbreiteten Bild des männerhassenden und misandrischen Feminismus durch Feministen. Diese „Ironische Misandrie“ wurde in manchen Medienberichten als legitime Reaktion auf die gesellschaftliche Vormachtstellung von Männern oder als strategisches Re-Framing (das „Setzen eines neuen Rahmens“ im Sinne von Re-Kontextualisieren) des Diskurses um Misandrie gedeutet, in anderen Berichten wegen der potentiell abschreckenden Wirkung gegenüber männlichen Sympathisanten kritisiert. In feministischer Literatur wird daran zusätzlich die Umkehrung der Gewalt von Frauen gegen Männer kritisiert, die nicht ausreichend die Frage berücksichtige, an welche Frauen und Männer dies gerichtet sei. Historisch gesehen seien Frauen nicht immer nur Opfer und Männer nicht immer nur Täter von Gewalt gewesen und intersektionale Faktoren wie Hautfarbe und soziale Klasse seien vernachlässigt worden.